# جيمس لامي
جيمس لامي (بالإنجليزية: James Lamy)‏ هو متزلج جماعي أمريكي، ولد في 30 مايو 1928 في سارانك ليك في الولايات المتحدة، وتوفي في 30 مايو 1992 في كورنينغ في الولايات المتحدة.

## وصلات خارجية
- جيمس لامي على موقع أوليمبيديا (الإنجليزية)